# Jürgen Prochnow
Jürgen Prochnow (/ˈjʏʁɡn̩ ˈpʁɔxnoː/ ) est un acteur allemand né le 10 juin 1941 à Berlin.
Ses rôles les plus connus à l'échelle internationale sont celui du commandant du sous-marin U-96, où il incarne Heinrich Lehmann-Willenbrock dans Das Boot - (Le Bateau - 1981), celui du duc Leto Atreides dans Dune (1984) et celui de Maxwell Dent dans Le Flic de Beverly Hills 2 (1987).

## Biographie
Jürgen Prochnow est né à Berlin, en Allemagne ; il a un frère aîné, Dieter. Il a suivi des cours d'art dramatique à la Folkwang-Hochschule d'Essen. L'intensité de sa présence à l'écran et le fait qu'il parle couramment l'anglais ont fait de lui un des acteurs allemands qui ont le plus de succès à Hollywood. Il a incarné Arnold Schwarzenegger dans See Arnold Run, un film sur la carrière politique de ce dernier en Californie. Il est aussi la vedette du film Beerfest, du groupe de comédiens Broken Lizard. Puis il incarne un dangereux mafieux russe dans la huitième saison de la série 24 heures chrono.
Lors de la Berlinale 1996, il est membre du jury.

## Filmographie

### Cinéma
- 1972 : Zoff de Eberhard Pieper : Joky
- 1973 : Einer von uns beiden de Wolfgang Petersen : Bernd Ziegenhals
- 1973 : La Tendresse des loups (Die Zärtlichkeit der Wölfe) de Ulli Lommel : Hehler
- 1974 : La Déchéance de Franz Blum (de) (Die Verrohung des Franz Blum) de Reinhard Hauff : Franz Blum
- 1975 : L'Honneur perdu de Katharina Blum (Die verlorene Ehre der Katharina Blum oder: Wie Gewalt entstehen und wohin sie führen kann) de Volker Schlondorff et Margarethe von Trotta : Ludwig Götten
- 1977 : La Conséquence (Die Konsequenz) de Wolfgang Petersen : Martin Kurath
- 1977 : Operation Ganymed (de) de Rainer Erler : Oss
- 1980 : À perte de vue (de) (Soweit das Auge reicht) de Erwin Keusch : Alexander Späh
- 1981 : Le Bateau (Das Boot) de Wolfgang Petersen : Le vieux / le lieutenant-capitaine Henrich Lehmann-Willenbrock
- 1983 : La Forteresse noire (The Keep) de Michael Mann : le capitaine Klaus Woermann
- 1984 : Der Bulle & das Mädchen (de) de Peter Keglevic : le flic
- 1984 : Dune de David Lynch : le duc Leto Atréides
- 1984 : Défense d'aimer (Forbidden) de Anthony Page : Fritz Friedländer
- 1986 : Killing Cars de Michael Verhoeven : Ralph Korda
- 1987 : Des Teufels Paradies (de) de Vadim Glowna : Escher
- 1987 : Terminus de Pierre William Glenn : Sir / le docteur / le chauffeur du camion jaune
- 1987 : Le Flic de Beverly Hills 2 (Beverly Hills Cop II) de Tony Scott : Maxwell Dent
- 1988 : La Septième prophétie (The Seventh Sign) de Carl Schultz : David Bannon
- 1989 : Une saison blanche et sèche (A Dry White Season) de Euzhan Palcy : le capitaine Stolz
- 1990 : La Quatrième Guerre (The Fourth War) de John Frankenheimer : le colonel Valachev
- 1990 : Der Skipper de Peter Keglevic : le skipper
- 1990 : L'Affaire Wallraff (The Man Inside) de Bobby Roth : Günter Wallraff
- 1991 : Robin des Bois (Robin Hood) : de John Irvin
- 1992 : Interceptor (de) de Michael Cohn : Phillips
- 1992 : Hurricane Smith (en) de Colin Budd : Charlie Dowd
- 1992 : Twin Peaks: Fire Walk with Me de David Lynch : l'homme des bois
- 1993 : État sauvage (Die Wildnis) de Werner Masten : Brenner
- 1993 : Der Fall Lucona de Jack Gold: Hans Strasser
- 1993 : Body (Body of Evidence) de Uli Edel: le docteur Alan Paley
- 1993 : The Last Border - Viimeisellä rajalla de Mika Kaurismaki : Duke
- 1994 : Trigger Fast de David Lister : Jack Neumann
- 1994 : L'Antre de la folie (In the Mouth of Madness) de John Carpenter : Sutter Cane
- 1995 : Judge Dredd de Danny Cannon : le juge Griffin
- 1996 : Le Patient anglais (The English Patient) de Anthony Minghella : le major Muller
- 1997 : ADN (DNA) : Dr Carl Wessinger
- 1997 : Air Force One de Wolfgang Petersen: le général Ivan Radek
- 1998 : Schuldig
- 1998 : The Fall de Andrew Piddington : József Kovács
- 1998 : Un tueur pour cible (The Replacement Killers) de Antoine Fuqua : Michael Kogan
- 1998 : Liebe im Schatten des Drachen de Otto Alexander Jahrreiss : Paul Konen
- 1999 : Youri
- 1999 : Wing Commander de Chris Roberts : le commandant Paul Gerald
- 2000 : Gunblast Vodka de Jean-Louis Daniel : Sacha Roublev
- 2000 : The Last Stop de Mark Malone : Fritz
- 2001 : Jack the Dog de Bobby Roth : Klaus
- 2001 : Last Run (en) d'Anthony Hickox : Andrus Bukarin
- 2001 : Ripper de John Eyres : le détective Kelso
- 2001 : Dark Asylum de Gregory Gieras : le docteur Fallon
- 2001 : The Elite de Terry Cunningham : Avi
- 2003 : Heart of America de Uwe Boll : Harold Lewis
- 2003 : House of the Dead de Uwe Boll : le capitaine Victor Kirk
- 2003 : La Dernière Cible (The Poet) de Paul Hills : Vashon
- 2003 : Baltic Storm (en) de Reuben Leder : Erik Westermark
- 2006 : Chain Reaction : l'officier de police
- 2006 : Beerfest : le baron Wolfgang von Wolfhausen
- 2006 : La Prophétie des Andes (The Celestine Prophecy) de Armand Mastroianni : Jensen
- 2006 : The Da Vinci Code de Ron Howard : André Vernet
- 2007 : Primeval de Michael Katleman
- 2008 : Merlin et la Guerre des dragons de Mark Atkins
- 2008 : La conjura de El Escorial de Antonio del Real : Espinosa
- 2013 : Company of Heroes : le docteur Luca Gruenewald
- 2015 : Remember de Atom Egoyan : Rudy Kurlander #4
- 2015 : Hitman : Agent 47 : Vendeur faux passeport
- 2016 : Die dunkle Seite des Mondes de Stephan Rick : Pius Ott
- 2017 : Sur les traces du passé (Leanders letzte Reise) de Nick Baker-Monteys : Eduard Leander
- 2017 : Les vieux espions vous saluent bien (Kundschafter des Friedens) de Robert Thalheim
- 2019 : Une vie cachée de Terrence Malick : le major Schlegel
- 2023 : The Last Rifleman de Terry Loane : Friedrich Mueller

### Télévision
- 1970 : Unternehmer : Arnold
- 1971 : Leb wohl, Judas
- 1972 : Knast
- 1972 : Auf Befehl erschossen - Die Brüder Sass, einst Berlins große Ganoven : Franz Sass
- 1972 : Alarm (série)
- 1973 : Tatort (épisode Jagdrevier) : Dieter Brodschella
- 1974 : Macbeth
- 1975 : Schaurige Geschichten (série)
- 1976 : Frauensiedlung
- 1976 : Erinnerungen an die Leidenschaft
- 1976 : Shirins Hochzeit : Aida
- 1976 : Hans im Glück (de)
- 1977 : Tatort (épisode Das Mädchen von gegenüber) : Klaus Linder
- 1979 : Kotte : Günther Kotte
- 1980 : Unter Verschluß
- 1981 : Le Bateau ("Boot, Das") (feuilleton) : Der Alte
- 1983 : Les Évadés du triangle d'or (Love Is Forever) : General Kaplan
- 1985 : Murder: By Reason of Insanity : Adam Berwid
- 1991 : Robin des bois : Sir Miles Folcanet
- 1992 : Pour une poignée de diamants ("Jewels") (feuilleton) : Joachim von Mannheim
- 1993 : The Fire Next Time : Larry Richter
- 1994 : Guns of Honor : Jack Neumann
- 1994 : Lie Down with Lions : Marteau
- 1994 : L'Honneur des grandes neiges
- 1995 : Tödliche Wahl : Alex Bronner
- 1995 : Fesseln : Guenther
- 1996 : La Légende d'Aliséa (Sorellina e il principe del sogno) : King Kurdok
- 1996 : On Dangerous Ground : Carl Morgan
- 1997 : Der Schrei der Liebe : Holger
- 1998 : Une héroïne pas comme les autres (Human Bomb) : Gerhardt Dach
- 1999 : Esther (en) : Haman
- 1999 : Der Blonde Affe : Jan Vleuten
- 1999 : Heaven's Fire : Quentin Darby
- 1999 : Apocalypse.com (Die Millenium-Katastrophe - Computer-Crash 2000) : Hans Hagemann
- 2000 : Poison : Carl Krieger
- 2000 : Padre Pio : Visitatore
- 2000 : Randonnée fatale (Final Ascent) : Paul
- 2002 : Ein Abend mit Evelyn Hamann : Guest
- 2002 : Davon stirbt man nicht : Everett Burns
- 2004 : Julie, chevalier de Maupin : Baron de Hengen
- 2005 : See Arnold Run : Arnold Schwarzenegger
- 2010 : À la poursuite de la lance sacrée (Die Jagd nach der Heiligen Lanze) : Baron von Haan
- 2010 : 24 Heures chrono : Sergei Bazhaev
- 2010 : NCIS : Los Angeles : Matthias
- 2011 : Amigo, la fin d'un voyage : Fredo Kovacs
- 2020 : Der Alte und die Nervensäge : Wilhelm Schürmann

### Jeux vidéo
- 1996 : Privateer 2: The Darkening : Xavier Shondi
- 2008 : Dark Sector : Yargo Menshik

## Voix françaises
En France, Jürgen Prochnow n'a pas de voix régulière, mais Bernard-Pierre Donnadieu et Hervé Jolly l'ont doublé à deux reprises.